# المربع (فرقة موسيقية)
المربع (بالإنجليزية: El Morabba3) هي فرقة روك عربية من عمان ، الأردن ، تم تشكيلها عام 2009.

## سيرة شخصية
تم تشكيل الفرقة التي تتخذ من الأردن مقراً لها في عام 2009 كفرقة روك عربية. في يوليو 2012 ، أطلقوا ألبومهم الأول بعنوان El Morabba3 (المربع) ، وبعد ذلك اكتسبوا شعبية كبيرة في جميع أنحاء المنطقة. في عام 2015 أطلقوا حملة تمويل جماعي لأحدث ألبوم لهم ، طرف الخيط . شهدت قاعدة المعجبين بالفرقة في جميع أنحاء العالم العربي والعالمي نموًا مطردًا. في عام 2014 ، ظهروا أمام الآلاف من المعجبين كجزء من مسابقة موسيقية كبيرة تسمى SoundClash في عمان ضد فرقة أردنية أخرى تسمى Autostrad .

## الأعضاء الحاليين
- محمد عبد الله - مؤسس مشارك ومغني وعازف أغاني وعازف قيثارة

## أعضاء سابقون
- الفرعي - جيتار صوتي وغناء
- عدي شواغفة - مؤسس مشارك ، إنتاج ، جيتار كهربائي ، كيبورد وسينما
- ضرار شواغفة - مؤسس مشارك ، طبول ، إيقاع

## المهرجانات / الجولات
- Soundclash Jordan (2014)
- El rab3 (2014)
- Al Balad Music Festival (2015)
- London Sound (2015)
- Alexandria (2015)
- Bala Feesh (2015)
- Jerash Roman Theater (2015)
- Amman New York Fusion (2016)
- Oshtoora Festival (2016)
- Music Park Festival (2017)
- Visa for Music (2017)

### ألبومات
- المربع (البوم) (المربع) (2012)
- طرف الخيط (2016)

## روابط خارجية
- الموقع الرسمي